# بيرني كيسي
بيرني كيسي (بالإنجليزية: Bernie Casey) (مواليد 8 يونيو 1939 في فيرجينيا الغربية، الولايات المتحدة - 19 سبتمبر 2017)، هو ممثل أمريكي. مثل بيرني في أكثر من 80 فيلماً خلال مسيرته التي بدأت في الستينات. كما كان لاعباً سابقاً في اتحاد كرة القدم الأمريكية.

## أعماله
- آلة تشاركي (1981)
- لا تقل أبدا مرة اخرى (1983)
- المغامرة الممتازة لبيل وتيد (1989)
- 48 ساعة أخرى (1990)
- تحت الحصار (1992)
- في فم الجنون (1995)
- تومكاتس (2001)

## وصلات خارجية
- بيرني كيسي على موقع مرجع كرة القدم المحترفة.كوم (الإنجليزية)

- بيرني كيسي على موقع IMDb (الإنجليزية)
- بيرني كيسي على موقع روتن توميتوز (الإنجليزية)
- بيرني كيسي على موقع قاعدة بيانات الأفلام العربية
- بيرني كيسي على موقع ألو سيني (الفرنسية)
- بيرني كيسي على موقع أول موفي (الإنجليزية)
- بيرني كيسي على موقع قاعدة بيانات الأفلام السويدية (السويدية)
- بيرني كيسي على موقع إن إن دي بي (الإنجليزية)
- بيرني كيسي على موقع ديسكوغز (الإنجليزية)
- بيرني كيسي على موقع قاعدة بيانات الفيلم (الإنجليزية)
- بيرني كيسي على موقع كينوبويسك (الروسية)